# Vienna Open 2004
Il Vienna Open 2004, noto anche come Bank Austria Tennis Trophy per motivi di sponsorizzazione, è stato un torneo di tennis giocato sul cemento indoor.
È stata la 30ª edizione del Vienna Open e faceva parte della categoria International Series Gold nell'ambito dell'ATP Tour 2004. Il torneo si è giocato alla Wiener Stadthalle di Vienna, in Austria, dall'11 al 17 ottobre 2004.

## Vincitori

### Singolare maschile
Feliciano López ha battuto in finale  Guillermo Cañas con il punteggio di 6–4, 1–6, 7–5, 3–6, 7–5

### Doppio maschile
Martin Damm /  Cyril Suk hanno battuto in finale  Gastón Etlis /  Martín Rodríguez con il punteggio di 6(4)–7, 6–4, 7–6(4)